# رئوس مطالب بریتانیا
طرح زیر به عنوان یک مرور کلی و راهنمای موضوعی برای بریتانیا ارائه شده‌است. بریتانیا، یک کشور مستقل در اروپا است. این کشور در شمال غربی اروپا واقع شده و شامل جزیره بریتانیای کبیر، قسمت شمال شرقی جزیره ایرلند و بسیاری از جزایر کوچکتر می‌شود.